# Rijksweg 24

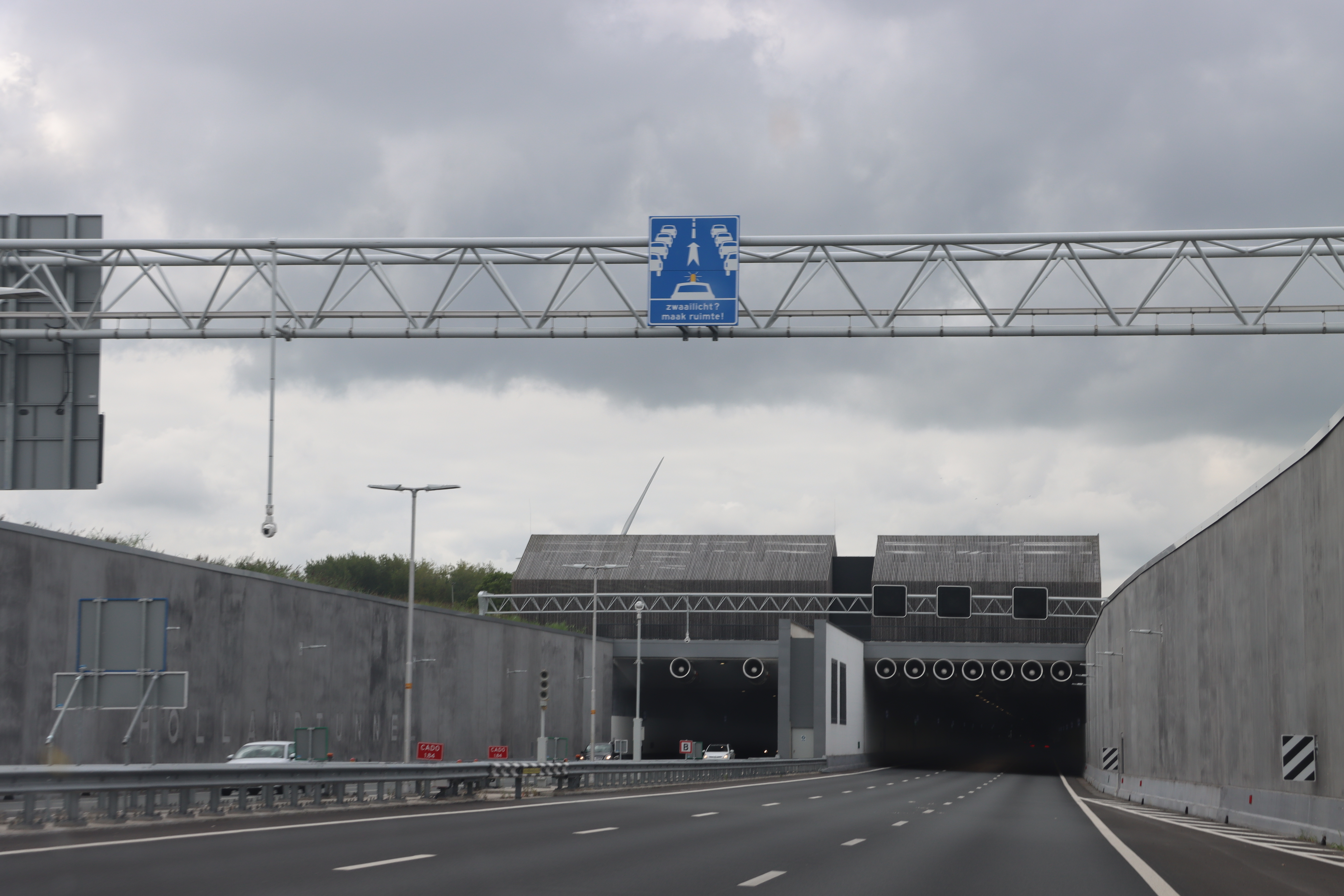
De A24

Rijksweg 24, Blankenburgverbinding of kortweg A24 is een 4,2 kilometer lange autosnelweg en tolweg in Nederland. De bouw van de snelweg is op 3 september 2018 begonnen. De weg is op 7 december 2024 geopend. De weg vormt een verbinding tussen de autosnelwegen A15 bij Rozenburg en de A20 bij de Krabbeplas tussen Maassluis en Vlaardingen.

## Inrichting
De A24 is voor circa 1,5 km als tunnel uitgevoerd, een deel vanwege het passeren van het Scheur, een ander deel om aan het zicht onttrokken te zijn. Er zijn twee tunnels aangelegd: de Maasdeltatunnel (eerder Blankenburgtunnel genoemd) en de Hollandtunnel (ook Aalkeettunnel genoemd). De Maasdeltatunnel is onder het Scheur aangelegd en de Hollandtunnel is een landtunnel in de Aalkeet-Buitenpolder, ten noorden van het Scheur. 
De 4,2 kilometer lange snelweg heeft drie rijstroken per rijrichting.

## Tolheffing
De kosten voor de aanleg van de A24 zijn geschat op € 1,168 miljard. Door middel van tolheffing moet dit bedrag in 25 jaar terugverdiend worden. Van alle voertuigen wordt het kenteken gefotografeerd. Eigenaren kunnen het verschuldigde bedrag vanaf 7 dagen van tevoren tot 3 dagen achteraf via een website betalen. Indien de eigenaar dit nalaat, wordt er een betaalherinnering verstuurd. Deze herinnering is het eerste jaar na de opening van de tunnel gratis, vanaf 7 december 2025 wordt er € 9,00 aan herinneringskosten in rekening gebracht. Ook bestaat de mogelijkheid om de tol automatisch te betalen. In 2024 werd de heffing per vrachtwagen of bus vastgesteld op € 9,13. Andere bestuurders betalen € 1,51.